# Geoff Walker (Eishockeyspieler)
Geoff Walker (* 9. Dezember 1987 in Charlottetown, Prince Edward Island) ist ein kanadischer Eishockeyspieler, der seit August 2015 bei den Lehigh Valley Phantoms in der American Hockey League unter Vertrag steht.

## Karriere
Geoff Walker begann seine Karriere 2003 bei den Summerside Western Capitals in der Maritime Junior A Hockey League. 2004 wechselte er in die Quebec Major Junior Hockey League zu den Gatineau Olympiques. In der Saison 2005/06 transferierten ihn die Olympiques zu P.E.I. Rocket, so dass Walker in seine Heimatstadt Charlottetown zurückkehrte. In den nächsten zwei Jahren gehörte er zu den erfolgreichsten Scorern seiner Mannschaft. Da Walker nicht beim NHL Entry Draft ausgewählt wurde, gab er im Frühjahr 2008 sein Profidebüt in der Central Hockey League und spielte fünf Spiele für die Texas Brahmas in den Playoffs.
Zur Saison 2008/09 unterschrieb er einen Vertrag bei Ontario Reign aus der ECHL. Dort wurde Walker Topscorer seines Teams und schied in der ersten Runde der Playoffs aus. Im September 2009 nahm er am Trainingscamp der Los Angeles Kings aus der National Hockey League teil und wurde anschließend von deren Farmteam Manchester Monarchs unter Vertrag genommen. Für die Monarchs absolvierte er 37 Spiele in der American Hockey League und spielte auch für die Ontario Reign in der ECHL. Im September 2010 wechselte er zu den Wilkes-Barre/Scranton Penguins aus der AHL und wurde auch ins Trainingscamp der Pittsburgh Penguins eingeladen. Wilkes-Barre/Scranton qualifizierte sich als punktbeste Mannschaft für die Playoffs, in denen man bis in die zweite Runde kam. Anschließend verlängerte Walker seinen Vertrag um ein Jahr. Vor der nächsten Saison nahm er erneut am Camp in Pittsburgh teil. Walker spielte mit 44 Punkten in 68 Spielen seine beste Saison in der AHL. Für die Saison 2012/13 erhielt er seinen ersten Vertrag bei einem Team aus der NHL. Die Colorado Avalanche setzten Walker allerdings nur in der AHL bei den Lake Erie Monsters ein. Zudem konnte er aufgrund von Verletzungen lediglich 51 Partien absolvieren. Anschließend nahmen ihn die Tampa Bay Lightning aus der NHL unter Vertrag und setzten ihn in der AHL bei Syracuse Crunch ein. Im März 2014 wurde Walker in die ECHL zu den Florida Everblades geschickt.
Im August 2014 unterschrieb er einen bis September gültigen Tryout-Vertrag bei den Iserlohn Roosters aus der Deutschen Eishockey Liga. Nach drei Einsätzen in Testspielen beendeten die Roosters am 25. August 2014 die Zusammenarbeit, da Walker nicht überzeugen konnte. Im Anschluss verbrachte er die Saison 2014/15 bei den Ontario Reign und den Missouri Mavericks in der ECHL. Im Juni 2015 unterzeichnete der Kanadier einen Vertrag bei den Löwen Frankfurt aus der DEL2, um dessen Auflösung er allerdings bereits wenige Wochen später „aus familiären Gründen“ bat; das Management der Löwen entsprach seinem Wunsch am 1. August 2015.
Am 21. August 2015 gaben die Lehigh Valley Phantoms aus der AHL die Verpflichtung des Angreifers bekannt; er erhielt dort einen Einjahresvertrag.

## Karrierestatistik
Stand: Ende der Saison 2014/15

### International
Vertrat Kanada bei:
- World U-17 Hockey Challenge 2004

(Legende zur Spielerstatistik: Sp oder GP = absolvierte Spiele; T oder G = erzielte Tore; V oder A = erzielte Assists; Pkt oder Pts = erzielte Scorerpunkte; SM oder PIM = erhaltene Strafminuten; +/− = Plus/Minus-Bilanz; PP = erzielte Überzahltore; SH = erzielte Unterzahltore; GW = erzielte Siegtore; 1 Play-downs/Relegation; Kursiv: Statistik nicht vollständig)